# Крайнева, Евдокия Андреевна
Евдокия Андреевна Крайнева (21.02.1902, Ивановская область — 24.05.1990) — звеньевая колхоза «Свобода» Пучежского района Ивановской области.

## Биография
Родилась 21 февраля 1902 года в деревне Палашино Пучежского района Ивановской области в крестьянской семье. Русская. С 9 лет работала в поле, помогала родителям.
В 1930 году вступила в сельхозартель, позднее колхоз «Свобода». Сельхозартель имела семеноводческое направление и специализировалось на производстве льна — наиболее трудоемкой культуры. Многие годы работала в палашинской бригаде льноводов, была звеньевой. В 1949 году в колхозе «Свобода» льноводы собрали особенно высокий урожай — по 7,3 центнера льноволокна и по 6,07 центнера льносемян с гектара. Был в этой победе и вклад звеньевой Евдокии Крайневой, её звено собрало 7,74 центнера льноволокна и по 6,8 центнера льносемян с гектара на площади в 2 гектара.
Указом Президиума Верховного Совета СССР от 9 июня 1950 года Крайневой Евдокие Андреевне присвоено звание Героя Социалистического Труда с вручением ордена Ленина и золотой медали «Серп и Молот».
Продолжала работать в своем колхозе, с 1960 года — колхоз «Победа», до выхода на пенсию в 1966 году. Последние годы жила в городе Пучеж. Скончалась 24 мая 1990 г. Похоронена на сеготском сельском кладбище в селе Сеготь.
Награждена орденом Ленина, медалями.